# Anne Smith
Anne Smith (1 de julio de 1959) es una tenista profesional estadounidense retirada de la actividad. Alcanzó la posición n.º 1 del ranking mundial en 1980 y 1981 en modalidad dobles. En singles su máxima posición en dicho ranking fue n.º 11 en 1980.
Además de su carrera en el tenis, Smith se graduó en psicología en la Universidad Trinity y realizó un doctorado en psicología de la educación en la Universidad de Texas.

## Finales

### Finales de Grand Slam

#### Dobles: 9 (5–4)
| Resultado | Año  | Torneo                    | Superficie | Compañero           | Rivales                          | Marcador      |
| --------- | ---- | ------------------------- | ---------- | ------------------- | -------------------------------- | ------------- |
| Ganadora  | 1980 | Roland Garros             | Arcilla    | Kathy Jordan        | Ivanna Madruga Adriana Villagrán | 6–1, 6–0      |
| Ganadora  | 1980 | Wimbledon                 | Césped     | Kathy Jordan        | Rosemary Casals Wendy Turnbull   | 4–6, 7–5, 6–1 |
| Ganadora  | 1981 | Abierto de Australia      | Césped     | Kathy Jordan        | Martina Navratilova Pam Shriver  | 6–2, 7–5      |
| Finalista | 1981 | Wimbledon                 | Césped     | Kathy Jordan        | Martina Navratilova Pam Shriver  | 6–3, 7–6(8–6) |
| Ganadora  | 1981 | Abierto de Estados Unidos | Dura       | Kathy Jordan        | Rosemary Casals Wendy Turnbull   | 6–3, 6–3      |
| Ganadora  | 1982 | Roland Garros             | Arcilla    | Martina Navratilova | Rosemary Casals Wendy Turnbull   | 6–3, 6–4      |
| Finalista | 1982 | Wimbledon                 | Césped     | Kathy Jordan        | Martina Navratilova Pam Shriver  | 6–4, 6–1      |
| Finalista | 1983 | Roland Garros             | Arcilla    | Kathy Jordan        | Rosalyn Fairbank Candy Reynolds  | 5–7, 7–5, 6–2 |
| Finalista | 1984 | Wimbledon                 | Césped     | Kathy Jordan        | Martina Navratilova Pam Shriver  | 6–3, 6–4      |

#### Dobles Mixto: 5 (5–0)
| Resultado | Año  | Lugar                     | Superficie | Compañero     | Rivales                          | Marcador                |
| --------- | ---- | ------------------------- | ---------- | ------------- | -------------------------------- | ----------------------- |
| Ganadora  | 1980 | Roland Garros             | Arcilla    | Billy Martin  | Stanislav Birner Renáta Tomanová | 2–6, 6–4, 8–6           |
| Ganadora  | 1981 | Abierto de Estados Unidos | Dura       | Kevin Curren  | Steve Denton JoAnne Russell      | 6–4, 7–6(7–4)           |
| Ganadora  | 1982 | Wimbledon                 | Césped     | Kevin Curren  | John Lloyd Wendy Turnbull        | 2–6, 6–3, 7–5           |
| Ganadora  | 1982 | Abierto de Estados Unidos | Dura       | Kevin Curren  | Barbara Potter Ferdi Taygan      | 6–7, 7–6(7–4), 7–6(7–5) |
| Ganadora  | 1984 | Roland Garros             | Arcilla    | Dick Stockton | Anne Minter Laurie Warder        | 6–2, 6–4                |

## Finales de torneos de fin de año

### Dobles: 1 (0–1)
| Resultado | Año  | Lugar      | Superficie | Compañero    | Rivales                         | Marcador |
| --------- | ---- | ---------- | ---------- | ------------ | ------------------------------- | -------- |
| Finalista | 1982 | Nueva York | Alfombra   | Kathy Jordan | Martina Navratilova Pam Shriver | 6–4, 6–3 |

## Finales de WTA

### Singles 4 (0–4)
| Leyenda                     |
| --------------------------- |
| Torneos de Grand Slam (0/0) |
| Oro olímpico (0/0)          |
| WTA (0/0)                   |
| Virginia Slims (0/2)        |
| Tier I (0/0)                |
| Tier II (0/0)               |
| Tier III (0/1)              |
| Tier IV & V (0/1)           |

| Resultado | No. | Fecha                  | Torneo           | Superficie | Rival en la final   | Marcador en la final |
| Finalista | 1.  | 11 de enero de 1982    | Washington D. C. | Alfombra   | Martina Navratilova | 2–6, 3–6             |
| Finalista | 2.  | 1 de noviembre de 1987 | Indianápolis     | Dura (i)   | Halle Cioffi        | 6–4, 4–6, 6–7(10–12) |
| Finalista | 3.  | 9 de octubre de 1988   | New Orleans      | Dura       | Chris Evert         | 4–6, 1–6             |
| Finalista | 4.  | 24 de febrero de 1991  | Oklahoma City    | Dura (i)   | Jana Novotná        | 6–3, 3–6, 2–6        |

### Dobles 69 (32–37)
| Leyenda                     |
| --------------------------- |
| Torneos de Grand Slam (5/4) |
| Oro olímpico (0/0)          |
| WTA (0/1)                   |
| Virginia Slims (23/31)      |
| Tier I (1/0)                |
| Tier II (1/0)               |
| Tier III (0/1)              |
| Tier IV & V (2/0)           |

| Resultado | No. | Fecha                    | Torneo                    | Superficie | Compañera           | Rivales en la final                      | Marcador en la final |
| Ganadora  | 1.  | 12 de marzo de 1978      | Dallas                    | Alfombra   | Martina Navratilova | Evonne Goolagong Betty Stöve             | 6–3, 7–6             |
| Finalista | 1.  | 1 de octubre de 1978     | Atlanta                   | Alfombra   | Martina Navratilova | Françoise Dürr Virginia Wade             | 6–4, 2–6, 4–6        |
| Finalista | 2.  | 8 de octubre de 1978     | Phoenix                   | Dura       | Martina Navratilova | Tracy Austin Betty Stöve                 | 4–6, 7–6, 2–6        |
| Ganadora  | 2.  | 12 de noviembre de 1978  | Oldsmar                   | Dura       | Martina Navratilova | Kerry Reid Wendy Turnbull                | 7–6, 6–3             |
| Finalista | 3.  | 18 de febrero de 1979    | Los Ángeles               | Dura (i)   | Martina Navratilova | Rosemary Casals Chris Evert              | 4–6, 6–1, 3–6        |
| Ganadora  | 3.  | 4 de marzo de 1979       | Dallas                    | Alfombra   | Martina Navratilova | Rosemary Casals Chris Evert              | 7–6, 6–2             |
| Ganadora  | 4.  | 12 de agosto de 1979     | Indianápolis              | Arcilla    | Kathy Jordan        | Penny Johnson Paula Smith                | 6–1, 6–0             |
| Finalista | 4.  | 29 de septiembre de 1979 | Atlanta                   | Alfombra   | Ann Kiyomura        | Betty Stöve Wendy Turnbull               | 2–6, 4–6             |
| Ganadora  | 5.  | 28 de octubre de 1979    | Tampa                     | Dura       | Virginia Ruzici     | Ilana Kloss Betty-Ann Stuart             | 7–5, 4–6, 7–5        |
| Ganadora  | 6.  | 25 de noviembre de 1979  | Brighton                  | Alfombra   | Ann Kiyomura        | Ilana Kloss Laura duPont                 | 6–2, 6–1             |
| Finalista | 5.  | 2 de diciembre de 1979   | Melbourne                 | Césped     | Dianne Fromholtz    | Billie Jean King Wendy Turnbull          | 3–6, 3–6             |
| Finalista | 6.  | 10 de febrero de 1980    | Los Ángeles               | Dura (i)   | Kathy Jordan        | Rosemary Casals Martina Navratilova      | 6–7, 2–6             |
| Finalista | 7.  | 24 de febrero de 1980    | Detroit                   | Alfombra   | Kathy Jordan        | Billie Jean King Ilana Kloss             | 6–3, 3–6, 2–6        |
| Ganadora  | 7.  | 13 de abril de 1980      | Hilton Head               | Arcilla    | Kathy Jordan        | Candy Reynolds Paula Smith               | 6–2, 6–1             |
| Ganadora  | 8.  | 7 de junio de 1980       | Roland Garros             | Arcilla    | Kathy Jordan        | Ivanna Madruga Adriana Villagrán         | 6–1, 6–0             |
| Ganadora  | 9.  | 21 de junio de 1980      | Eastbourne                | Césped     | Kathy Jordan        | Pam Shriver Betty Stöve                  | 6–4, 6–1             |
| Ganadora  | 10. | 5 de julio de 1980       | Wimbledon                 | Césped     | Kathy Jordan        | Rosemary Casals Wendy Turnbull           | 4–6, 7–5, 6–1        |
| Ganadora  | 11. | 20 de julio de 1980      | Montreal                  | Dura       | Pam Shriver         | Ann Kiyomura Greer Stevens               | 3–6, 6–6 ret.        |
| Finalista | 8.  | 27 de julio de 1980      | Richmond                  | Alfombra   | Pam Shriver         | Billie Jean King Martina Navratilova     | 4–6, 6–4, 3–6        |
| Ganadora  | 12. | 10 de agosto de 1980     | Indianápolis              | Arcilla    | Paula Smith         | Virginia Ruzici Renáta Tomanová          | 4–6, 6–3, 6–4        |
| Ganadora  | 13. | 21 de septiembre de 1980 | Las Vegas                 | Dura (i)   | Kathy Jordan        | Martina Navratilova Betty Stöve          | 2–6, 6–4, 6–3        |
| Finalista | 9.  | 28 de septiembre de 1980 | Atlanta                   | Alfombra   | Kathy Jordan        | Barbara Potter Sharon Walsh              | 3–6, 1–6             |
| Finalista | 10. | 5 de octubre de 1980     | Minneapolis               | Alfombra   | Paula Smith         | Ann Kiyomura Candy Reynolds              | 3–6, 6–4, 1–6        |
| Ganadora  | 14. | 26 de octubre de 1980    | Brighton                  | Alfombra   | Kathy Jordan        | Martina Navratilova Betty Stöve          | 6–3, 7–5             |
| Finalista | 11. | 9 de noviembre de 1980   | Filderstadt               | Dura (i)   | Kathy Jordan        | Hana Mandlíková Betty Stöve              | 4–6, 5–7             |
| Finalista | 12. | 16 de noviembre de 1980  | Tampa                     | Dura       | Paula Smith         | Rosemary Casals Candy Reynolds           | 6–7, 5–7             |
| Ganadora  | 15. | 25 de enero de 1981      | Cincinnati                | Alfombra   | Kathy Jordan        | Martina Navratilova Pam Shriver          | 1–6, 6–3, 6–3        |
| Finalista | 13. | 15 de marzo de 1981      | Dallas                    | Alfombra   | Kathy Jordan        | Martina Navratilova Pam Shriver          | 5–7, 4–6             |
| Finalista | 14. | 21 de junio de 1981      | Eastbourne                | Césped     | Kathy Jordan        | Martina Navratilova Pam Shriver          | 7–6, 2–6, 1–6        |
| Finalista | 15. | 3 de julio de 1981       | Wimbledon                 | Césped     | Kathy Jordan        | Martina Navratilova Pam Shriver          | 3–6, 6–7(6–8)        |
| Finalista | 16. | 16 de agosto de 1981     | Richmond                  | Alfombra   | Kathy Jordan        | Sue Barker Ann Kiyomura                  | 6–4, 6–7, 4–6        |
| Finalista | 17. | 23 de agosto de 1981     | Toronto                   | Dura       | Candy Reynolds      | Martina Navratilova Pam Shriver          | 6–7, 6–7             |
| Ganadora  | 16. | 12 de septiembre de 1981 | Abierto de Estados Unidos | Dura       | Kathy Jordan        | Rosemary Casals Wendy Turnbull           | 6–3, 6–3             |
| Ganadora  | 17. | 25 de octubre de 1981    | Brighton                  | Alfombra   | Barbara Potter      | Mima Jaušovec Pam Shriver                | 6–7, 6–3, 6–4        |
| Finalista | 18. | 1 de noviembre de 1981   | Filderstadt               | Dura (i)   | Barbara Potter      | Mima Jaušovec Martina Navratilova        | 4–6, 1–6             |
| Finalista | 19. | 29 de noviembre de 1981  | Sídney                    | Césped     | Kathy Jordan        | Martina Navratilova Pam Shriver          | 7–6, 2–6, 4–6        |
| Ganadora  | 18. | 5 de diciembre de 1981   | Abierto de Australia      | Césped     | Kathy Jordan        | Martina Navratilova Pam Shriver          | 6–2, 7–5             |
| Ganadora  | 19. | 10 de enero de 1982      | Washington D. C.          | Alfombra   | Kathy Jordan        | Martina Navratilova Pam Shriver          | 6–2, 3–6, 6–1        |
| Finalista | 20. | 17 de enero de 1982      | Cincinnati                | Alfombra   | Pam Shriver         | Sue Barker Ann Kiyomura                  | 2–6, 6–7             |
| Finalista | 21. | 24 de enero de 1982      | Seattle                   | Alfombra   | Kathy Jordan        | Rosemary Casals Wendy Turnbull           | 5–7, 4–6             |
| Finalista | 22. | 14 de febrero de 1982    | Kansas                    | Alfombra   | Mary-Lou Piatek     | Barbara Potter Sharon Walsh              | 6–4, 2–6, 2–6        |
| Ganadora  | 20. | 7 de marzo de 1982       | Los Ángeles               | Alfombra   | Kathy Jordan        | Barbara Potter Sharon Walsh              | 6–3, 7–5             |
| Ganadora  | 21. | 20 de marzo de 1982      | Boston                    | Alfombra   | Kathy Jordan        | Rosemary Casals Wendy Turnbull           | 7–6, 2–6, 6–4        |
| Finalista | 23. | 28 de marzo de 1982      | Nueva York                | Alfombra   | Kathy Jordan        | Martina Navratilova Pam Shriver          | 4–6, 3–6             |
| Finalista | 24. | 18 de abril de 1982      | Fort Worth                | Arcilla    | Kathy Jordan        | Martina Navratilova Pam Shriver          | 5–7, 3–6             |
| Finalista | 25. | 2 de mayo de 1982        | Orlando                   | Arcilla    | Kathy Jordan        | Rosemary Casals Wendy Turnbull           | 3–6, 3–6             |
| Ganadora  | 22. | 5 de junio de 1982       | Roland Garros             | Arcilla    | Martina Navratilova | Rosemary Casals Wendy Turnbull           | 6–3, 6–4             |
| Finalista | 26. | 20 de junio de 1982      | Eastbourne                | Césped     | Kathy Jordan        | Martina Navratilova Pam Shriver          | 3–6, 4–6             |
| Finalista | 27. | 3 de julio de 1982       | Wimbledon                 | Césped     | Kathy Jordan        | Martina Navratilova Pam Shriver          | 4–6, 1–6             |
| Finalista | 28. | 24 de octubre de 1982    | Filderstadt               | Dura (i)   | Candy Reynolds      | Martina Navratilova Pam Shriver          | 2–6, 3–6             |
| Ganadora  | 23. | 21 de noviembre de 1982  | Brisbane                  | Césped     | Billie Jean King    | Claudia Kohde-Kilsch Eva Pfaff           | 6–3, 6–4             |
| Finalista | 29. | 10 de enero de 1983      | Washington D. C.          | Alfombra   | Kathy Jordan        | Martina Navratilova Pam Shriver          | 6–4, 5–7, 3–6        |
| Finalista | 30. | 20 de febrero de 1983    | Chicago                   | Alfombra   | Kathy Jordan        | Martina Navratilova Pam Shriver          | 1–6, 2–6             |
| Finalista | 31. | 20 de marzo de 1983      | Boston                    | Alfombra   | Kathy Jordan        | Jo Durie Ann Kiyomura                    | 3–6, 1–6             |
| Finalista | 32. | 3 de abril de 1983       | Tokio                     | Alfombra   | Kathy Jordan        | Billie Jean King Sharon Walsh            | 1–6, 1–6             |
| Ganadora  | 24. | 24 de abril de 1983      | Orlando                   | Arcilla    | Billie Jean King    | Martina Navratilova Pam Shriver          | 6–3, 1–6, 7–6        |
| Finalista | 33. | 4 de junio de 1983       | Roland Garros             | Arcilla    | Kathy Jordan        | Rosalyn Fairbank Candy Reynolds          | 7–5, 5–7, 2–6        |
| Ganadora  | 25. | 22 de abril de 1984      | Amelia Island             | Arcilla    | Kathy Jordan        | Anne Hobbs Mima Jaušovec                 | 6–4, 3–6, 6–4        |
| Finalista | 34. | 7 de julio de 1984       | Wimbledon                 | Césped     | Kathy Jordan        | Martina Navratilova Pam Shriver          | 3–6, 4–6             |
| Ganadora  | 26. | 31 de marzo de 1985      | Palm Beach Gardens        | Arcilla    | JoAnne Russell      | Laura Arraya Gabriela Sabatini           | 1–6, 6–1, 7–6(7–4)   |
| Finalista | 35. | 26 de enero de 1986      | Wichita                   | Alfombra   | JoAnne Russell      | Kathy Jordan Candy Reynolds              | 3–6, 7–6(7–5), 3–6   |
| Ganadora  | 27. | 9 de marzo de 1986       | Hershey                   | Alfombra   | Candy Reynolds      | Sandy Collins Kim Sands                  | 7–6(10–8), 6–1       |
| Ganadora  | 28. | 5 de octubre de 1986     | Nueva Orleans             | Alfombra   | Candy Reynolds      | Svetlana Parkhomenko Larisa Savchenko    | 6–3, 3–6, 6–3        |
| Finalista | 36. | 2 de noviembre de 1986   | Indianápolis              | Dura (i)   | Candy Reynolds      | Zina Garrison Lori McNeil                | 5–4 ret.             |
| Ganadora  | 29. | 18 de febrero de 1990    | Chicago                   | Alfombra   | Martina Navratilova | Arantxa Sánchez Vicario Nathalie Tauziat | 6–7(9–11), 6–4, 6–3  |
| Finalista | 37. | 22 de julio de 1990      | Newport                   | Césped     | Patty Fendick       | Lise Gregory Gretchen Magers             | 6–7(7–9), 1–6        |
| Ganadora  | 30. | 12 de agosto de 1990     | Albuquerque               | Dura       | Meredith McGrath    | Mareen Louie-Harper Wendy White          | 7–6(7–2), 6–4        |
| Ganadora  | 31. | 4 de noviembre de 1990   | Oakland                   | Alfombra   | Meredith McGrath    | Rosalyn Fairbank Robin White             | 2–6, 6–0, 6–4        |
| Ganadora  | 32. | 24 de febrero de 1991    | Oklahoma                  | Dura (i)   | Meredith McGrath    | Katrina Adams Jill Hetherington          | 6–2, 6–4             |